# Tylophora ovata
Tylophora ovata är en oleanderväxtart som först beskrevs av Lindley, och fick sitt nu gällande namn av William Jackson Hooker och Steudel. Tylophora ovata ingår i släktet Tylophora och familjen oleanderväxter. Inga underarter finns listade i Catalogue of Life.